# Récif Pétrie
Le récif Pétrie est un récif corallien de Nouvelle-Calédonie situé à 298 km au nord-ouest de l'île d'Ouvéa. Cet îlot éloigné, faisant partie de la ride des Loyauté, n'est rattaché à aucune province ni commune.

## Géographie
Le récif est situé à 170 km au nord-nord-est de la pointe septentrionale de la Grande Terre, à 151 km à l'est-sud-est des récifs d'Entrecasteaux. Il forme un lagon immergé, ouvert toutefois au nord-ouest. Il est le prolongement situé le plus au nord-ouest (au-delà des récifs de l'Astrolabe) de la ride des Loyauté.

## Histoire
Probablement connu depuis le passage de Jules Dumont d'Urville en 1827 dans les eaux d'Ouvéa, ce dangereux récif est assurément notifié pour la première fois par le lieutenant Peter Pétrie – dont il prendra par la suite le nom – en mars 1835. Sa localisation précise est modifiée dans les annales maritimes de Nouvelle-Calédonie à la fin XIXe siècle après le passage dans ses eaux en 1877 du navire Le Curieux.
Les lignes de base droites et les lignes de fermeture des baies définissant les eaux territoriales françaises adjacentes à la Nouvelle-Calédonie sont définies pour le récif de Pétrie dans le décret du 3 mai 2002.